# 萨莱德
萨莱德（法語：Sallèdes，法語發音：[salɛd]）是法国多姆山省的一个市镇，属于克莱蒙费朗区。

## 地理
萨莱德（45°39'2"N, 3°19'45"E）面积18.81 平方千米，位于法国奥弗涅-罗讷-阿尔卑斯大区多姆山省，该省份为法国中南部省份，北起阿列省接壤，东临卢瓦尔省，南至上盧瓦爾省和康塔爾省，西接科雷兹省和克勒兹省。
与萨莱德接壤的市镇（或旧市镇、城区）包括：伊塞尔托、拉普、芒略、皮尼奥尔、圣巴贝勒、圣于连德科佩勒。

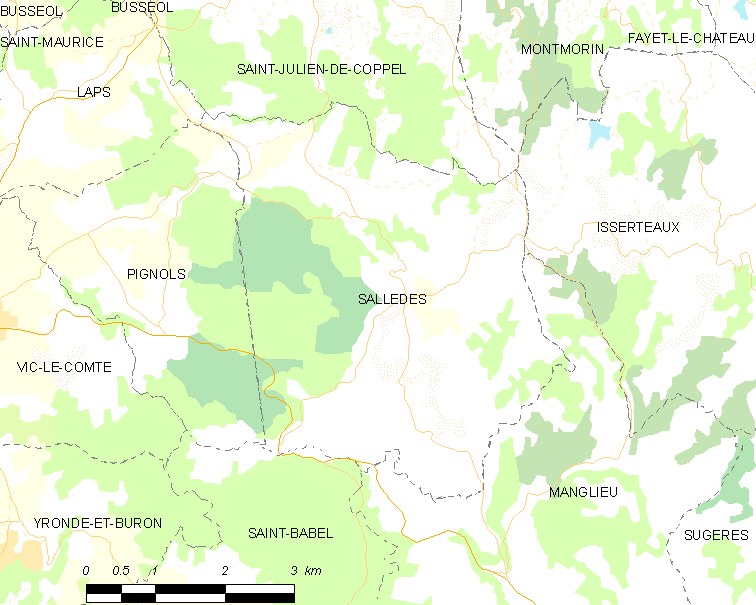
萨莱德的OSM定位图

萨莱德的时区为UTC+01:00、UTC+02:00（夏令时）。

## 行政
萨莱德的邮政编码为63270，INSEE市镇编码为63405。

## 政治
萨莱德所属的省级选区为维克勒孔特县。

## 人口

1962-2008年间萨莱德人口变化图示

萨莱德于2022年1月1日时的人口数量为566人。